# 2000年シドニーオリンピックのオーストラリア選手団
2000年シドニーオリンピックのオーストラリア選手団（2000ねんシドニーオリンピックのオーストラリアせんしゅだん）は、2000年9月15日から10月1日にかけてオーストラリアのニューサウスウェールズ州シドニーで開催された2000年シドニーオリンピックのオーストラリア選手団、およびその競技結果。

## 概要
今大会は金メダル16個、銀メダル25個、銅メダル17個の合計58個のメダルを獲得した。

## メダル
| メダル | 選手名 | 競技   | 種目                       |
| ------ | --- | ------ | -------------------------- |
| 金     | キャシー・フリーマン | 陸上   | 女子400m                   |
| 金     | イアン・ソープ | 競泳   | 男子400m自由形             |
| 金     | グラント・ハケット | 競泳   | 男子1500m自由形            |
| 金     | マイケル・クリム クリス・フィドラー アシュリー・ケラス イアン・ソープ トッド・ピアソン アダム・パイン                                           | 競泳   | 男子4×100m自由形リレー     |
| 金     | イアン・ソープ マイケル・クリム トッド・ピアソン ビル・カービー グラント・ハケット ダニエル・コワルスキ                                         | 競泳   | 男子4×200m自由形リレー     |
| 金     | スーザン・オニール | 競泳   | 女子200m自由形             |
| 金     | ブレット・エイトケン スコット・マグローリー | 自転車 | 男子マディソン             |
| 銀     | タチアナ・グリゴリエワ | 陸上   | 女子棒高跳                 |
| 銀     | ジェイ・トーリマ | 陸上   | 男子走幅跳                 |
| 銀     | イアン・ソープ | 競泳   | 男子200m自由形             |
| 銀     | キーレン・パーキンス | 競泳   | 男子1500m自由形            |
| 銀     | マット・ウェルシュ | 競泳   | 男子100m背泳ぎ             |
| 銀     | マイケル・クリム | 競泳   | 男子100mバタフライ         |
| 銀     | マット・ウォルシュ リーガン・ハリソン ジェフ・ヒューギル マイケル・クリム ジョシュ・ワトソン ライアン・ミッチェル アダム・パイン イアン・ソープ | 競泳   | 男子4×100mメドレーリレー   |
| 銀     | リーゼル・ジョーンズ | 競泳   | 女子100m平泳ぎ             |
| 銀     | スーザン・オニール | 競泳   | 女子200mバタフライ         |
| 銀     | ジャーン・ルーニー ペトリア・トーマス カーステン・トムソン スーザン・オニール ジャシンタ・ヴァン・リント エルカ・グラハム                       | 競泳   | 女子4×200m自由形リレー     |
| 銀     | ペトリア・トーマス リーゼル・ジョーンズ スーザン・オニール ダイアナ・カルブ ジャーン・ルーニー ターニー・ホワイト サラ・ライアン                | 競泳   | 女子4×100mメドレーリレー   |
| 銀     | ゲリー・ネイワンド | 自転車 | 男子ケイリン               |
| 銀     | ミッシェル・フェリス | 自転車 | 女子500mタイムトライアル   |
| 銅     | マット・ウェルシュ | 競泳   | 男子200m背泳ぎ             |
| 銅     | ジェフ・ヒューギル | 競泳   | 男子100mバタフライ         |
| 銅     | ジャスティン・ノリス | 競泳   | 男子200mバタフライ         |
| 銅     | ペトリア・トーマス | 競泳   | 女子200mバタフライ         |
| 銅     | マリア・ペクリ | 柔道   | 女子57kg以下級             |
| 銅     | シェーン・ケリー | 自転車 | 男子1000mタイムトライアル  |
| 銅     | ブラッドリー・マギー | 自転車 | 男子4000m個人追い抜き      |
| 銅     | ゲリー・ネイワンド ショーン・イーディ ダリン・ヒル                                                                                              | 自転車 | 男子オリンピックスプリント |